# Пјаца (Парма)
Пјаца је насеље у Италији у округу Парма, региону Емилија-Ромања.
Према процени из 2011. у насељу је живело 361 становника. Насеље се налази на надморској висини од 132 м.